# 范浦站
范浦站（韓語：범포역）是朝鮮民主主義人民共和國咸鏡南道金野郡范浦里的一個鐵路車站，属于平罗线。

## 邻近车站
平罗线
仁興站 - 范浦站 - 旺场站